# Bernard Brusset
Pour les articles homonymes, voir Brusset.
Bernard Brusset est un psychiatre et psychanalyste français, né en 1938, enseignant en psychopathologie à l'université Paris-Descartes de 1967 à 2001 et dont il est aujourd'hui membre honoraire, membre de la Société psychanalytique de Paris.
Bernard Brusset est reconnu notamment pour ses travaux au sujet de l’anorexie mentale ainsi que ceux autour de la relation d'objet et de la notion de lien psychique,.

## Ouvrages
- L'assiette et le miroir : l'anorexie mentale de l'enfant et de l'adolescent, Vol. 4, Privat, 1977
- (préface de André Green) Psychanalyse du lien, PUF 1988
- Le Développement libidinal, coll. « Que sais-je ? », 1998
- L'Hypocondrie, coll. « Que sais-je ? », 1998
- Psychanalyse du lien, fil rouge, 2005
- Les Psychothérapies, coll. « Que sais-je ? », 2005
- Psychopathologie de l'anorexie mentale, 2e édition, Dunod, 2008

" Au-delà de la névrose. Vers une troisième topique", Paris, Dunod, 2013.